# Исидора Јанковић
Исидора Јанковић (Београд, 8. април 1998) српска је глумица. Најпознатија је по улози Алисе у филму Ничије дете.

## Биографија
Јанковићева је 2017. године уписала глуму на Академији уметности у Београду, у класи професора Милана Нешковића.

## Улоге

### Филмографија
| Год.       | Назив                         | Улога                    | Напомена           |
| ---------- | ----------------------------- | ------------------------ | ------------------ |
| 2008.      | Рањени орао                   | девојчица на свадби      | ТВ серија, 1 еп.   |
| 2011.      | Непобедиво срце               | —                        | ТВ серија, 1 еп.   |
| 2012.      | Шешир професора Косте Вујића  | Милица                   |                    |
| 2013.      | Шешир професора Косте Вујића  | Милица                   | ТВ серија, 5 еп.   |
| 2014.      | Ничије дете                   | Алиса                    |                    |
| 2015.      | Једне летње ноћи              | девојка Ержи             | ТВ серија, 8 еп.   |
| 2019—2021. | Јунаци нашег доба             | Алка Торбица             | ТВ серија, ? еп.   |
| 2020.      | Једног дана                   | Марија                   | кратки филм        |
| 2020.      | Име народа                    | Љубица                   |                    |
| 2020—2021. | Случај породице Бошковић      | Микси                    | ТВ серија          |
| 2021.      | Име народа                    | Љубица                   | мини-серија, 2 еп. |
| 2021—2023. | Бележница професора Мишковића | млада Драгица Стевановић | ТВ серија, 7 еп.   |
| 2024.      | Јорговани                     | Данијела                 |                    |
| у припреми | Крунска 11                    | Пепе                     | ТВ серија          |
| у припреми | Златни рез 42                 | —                        |                    |

### Спотови
- Цуримо по асфалту — Буч Кесиди (2022)[2]